# Vuelo 1153 de Tuninter
El vuelo 1153 de Tuninter fue un vuelo de Tuninter Airlines desde el Aeropuerto Internacional de Bari en Bari, Italia, al Aeropuerto de Djerba-Zarzis en Djerba, Túnez. El 6 de agosto de 2005, el ATR 72 de Tuninter se precipitó sobre el Mar Mediterráneo a unas 18 millas (29 km) de la ciudad de Palermo. Dieciséis de las 39 personas a bordo murieron. El accidente se produjo debido al agotamiento del combustible del motor a causa de la instalación de indicadores de cantidad de combustible para el ATR 42, en el ATR 72 que es más largo.

## Tripulación de vuelo
El capitán fue Chafik Al Gharbi (en árabe: شفيق الغربي‎) y el copiloto fue Ali Kebaier Al-Aswad (en árabe: علي كبيّر الأسود‎).

## Historia
El avión, un ATR 72 de 14 años y 4 meses, había reemplazado su indicador de cantidad de combustible (FQI) la noche anterior al accidente, pero los técnicos habían instalado sin querer un FQI diseñado para el ATR 42, un avión similar pero con tanques más pequeños. Las tripulaciones de tierra y el ingeniero de vuelo, confiando en las lecturas erróneas del nuevo FQI instalado, cargaron el avión con una cantidad inadecuada de combustible para el vuelo.
En el vuelo de Bari a Djerba, ambos motores se apagaron en vuelo. El motor derecho del avión falló a 23.000 pies (7.000 metros). El avión comenzó a descender a 17.000 pies, pero cien segundos después de que el motor derecho fallase, el motor izquierdo también falló. La tripulación de vuelo no se percató del agotamiento de combustible por el dispositivo del ATR 42 instalado que indicaba una cantidad de combustible correcto en los tanques, incluso después de que todo el combustible hubiese sido consumido. Tras el fallo de motor, el Capitán solicitó un aterrizaje de emergencia en Palermo, Sicilia. La tripulación intentó repetidamente pero sin éxito reiniciar los motores mientras volaban a Palermo. El ATR planeó durante dieciséis minutos, pero fue incapaz de alcanzar la pista y el avión se vio obligado a tomar en el mar 23 millas náuticas (43 kilómetros) al noreste del aeropuerto internacional de Palermo. El avión se quebró en tres partes tras el impacto.
Todo el avión flotó durante algún tiempo tras el accidente, pero solo la sección central del fuselaje y las alas se mantuvieron a flote y fueron recuperados inmediatamente. Los barcos de policía procedentes de Palermo llegaron 46 minutos después y comenzaron el rescate y recuperación.

## Pasajeros

Los iconos verdes marcan a los supervivientes, las marcas rojas los fallecidos. La muerte en la cabina de vuelo fue un ingeniero que volaba como un pasajero más pero que fue llamado a la cabina de mando por el capitán.

Uno de los cuatro miembros de la tripulación murió— un tripulante de la cabina de pasajeros — y quince de los treinta y cinco pasajeros murieron. El ingeniero que falleció no era parte de tripulación de vuelo pero había sido llamado a la cabina de mando por el piloto y el copiloto después de que ambos motores fallasen; dado que el no era oficialmente miembro de la tripulación, su muerte fue contabilizada como la de un pasajero más. Los otros tripulantes de la cabina de vuelo de esta aeronave sobrevivieron. Todos los pasajeros de pago eran italianos, mientras que la tripulación y el ingeniero eran tunecinos. Las autopsias revelaron que la mayoría de las muertes se produjeron a costa del impacto. Las autopsias establecieron que ocho pasajeros habían resultado heridos durante el impacto y fueron incapaces de escapar del avión a causa de sus lesiones y finalmente se ahogaron. La mayoría de los supervivientes estaban sentados en la parte trasera del ATR 72, mientras que la mayoría de los pasajeros que perecieron estaban en la parte frontal. Tres de los pasajeros muertos, incluyendo al ingeniero que intentó ayudar a la tripulación del avión, fueron encontrados en el lecho marino. La ANSV sostuvo que la causa de la muerte de estos pasajeros era difícil de determinar.

## Investigación
La investigación reveló varios factores que provocaron el accidente.
- Primero, la investigación examinó como se pudo producir la incorrecta colocación del FQI en el avión. El informe final en las notas finales informó que el día previo al incidente, el Capitán (que era el mismo que operaba el vuelo 1153) se mostró preocupado de que el FQI del avión no funcionaba correctamente y notificó el problema. Esa tarde, el FQI fue reemplazado, pero con un FQI que estaba fabricado para el ATR 42, un modelo diferente de avión. El FQI correcto no fue encontrado porque su número de fabricación había sido introducido en la base de datos con un formato diferente que por el que se buscaba, y la base de datos del inventario indicaba de manera errónea que la pieza del ATR-42 podía ser usado en ambos modelos de avión.[7] El FQI para ambos modelos de avión tenían diferentes marcas en sus medidores, aunque la diferencia no fue notificada.
- Segundo, los investigadores examinaron el combustible del avión. El día del incidente, el avión fue repostado para los vuelos de Túnez a Bari y de Bari a Djerba basándose en cálculos basados en las lecturas incorrectas del FQI. Debido a las diferencias de las piezas del tanque de combustible, el FQI incorrecto indicaba un volumen más elevado de combustible que el que realmente albergaban los tanques. Cuando se repostó el avión en Túnez, ni el operador de repostaje ni el ingeniero de vuelo notificaron la diferencia entre la cantidad de combustible cargado y los cambios en las lecturas del FQI.[7] La investigación también descubrió que cuando salieron de Túnez en la ruta de Túnez a Bari previa al vuelo 1153, el capitán notificó que las lecturas en las pantallas de vuelo del avión mostraban un nivel de combustible considerablemente superior tras el paso de la noche, pero no había encontrado ningún registro de repostaje previo. Sin embargo, aceptó la premisa de que había sido repostado por alguna tripulación previa, aunque en realidad el avión ni había volado ni había sido repostado desde el día previo.[7] Dado que el avión había sido repostado para dos vuelo, el vuelo de Túnez a Bari transcurrió sin incidentes. En Bari, el avión recibió combustible adicional hasta donde el indicador mostraba incorrectamente 2.700 kilogramos. El indicador correcto hubiese mostrado que en realidad había 540 kilogramos en los tanques cuando partió en la ruta de Bari a Djerba, cantidad insuficiente para alcanzar el destino.
- Finalmente, los investigadores reportaron el comportamiento de la aeronave y de la tripulación tras el fallo de ambos motores en vuelo. Durante un incendio en el motor, los tripulantes deben situar las palas de las hélices en posición de "bandera" para reducir la resistencia de las palas y con el fin de que el avión pudiese alcanzar una mayor distancia de planeo. Pese a que las hélices del motor fueron encontradas en posición de bandera tras el accidente,[7] la tripulación no las puso en bandera, dado que ellos estaban intentando reiniciar los motores. Además, como resultado de sus esfuerzos para reiniciar los motores, la tripulación no planeó con el avión a la velocidad óptima para ampliar la distancia recorrida.

Las simulaciones demostraron que de hacerse óptimamente el planeo, el ATR hubiese podido alcanzar Palermo con el viento en cola de ese día. Dos tripulaciones volaron en un simulador de una instalación de ATR en Francia desde las mismas condiciones de inicio. Con poner la hélices en bandera y reducir la velocidad al punto óptimo de planeo, una efectuó un aterrizaje en Palermo y el otro amerizó a una milla de pista. La diferencia fundamental fue que los pilotos del simulador conocían lo que estaba pasando y respondieron en consecuencia. En contraste, el Capitán del ATR de Tuninter se centró inicialmente en reiniciar los motores con la esperanza de que comenzasen a funcionar nuevamente, sin saber que esto era imposible dado que el avión carecía de combustible a bordo. Cuando los motores ya no podían ser reiniciados, el capitán se centró en elegir un lugar donde amerizar el avión. Al contrario que los pilotos de simulador, Gharbi sufrió la falta de instrumentos y experimentó cortes de las comunicaciones de radio. El informe final sugería a las aerolíneas el entrenamiento de sus pilotos en situaciones inusuales.

## Consecuencias
Tuninter compensó a las familias de las víctimas o supervivientes con 20.000€. El 7 de septiembre de 2005 el gobierno italiano prohibió a Tuninter volar en el espacio aéreo italiano. Tuninter cambió su nombre al de SevenAir y retomó los vuelos regulares a Italia en 2007.

### Querella criminal
En marzo de 2009, un juzgado italiano condenó al piloto, Chafik Gharbi, a diez años de prisión por homicidio. La acusación dijo que después de que los motores dejasen de funcionar, Gharbi no siguió los procedimientos de emergencia, lo que le hubiese permitido alcanzar la pista 25 del aeropuerto de Palermo "Punta Raisi", o incluso la pista en uso, la 20. Los testigos dijeron que sucumbió al pánico y comenzó a rezar en alto, en lugar de intentar maniobrar el avión al aeropuerto más cercano. Los últimos cinco minutos de la grabadora de voz tenían segundos de pánico en los que se intercalaban claras menciones religiosas como "¡Dios sálvanos!", con el piloto diciéndole repetidamente al ATC que el avión estaba demasiado lejos como para aterrizar, y le urgió a indicarle la posición de un barco para amerizar en sus proximidades, y trataba repetidamente de reiniciar los motores.
Otros seis, incluyendo el copiloto así como el director de Operaciones de Tuninter Airlines, fueron encarcelados por entre ocho y diez años. No ingresarán en prisión hasta que el proceso de apelaciones esté concluido.

## Dramatización
La historia del desastre fue presentado en la séptima temporada de la serie de televisión canadiense de National Geographic Channel Mayday (conocida como Air Emergency en los Estados Unidos, Mayday en Irlanda y Air Crash Investigation en el Reino Unido y el resto del mundo). El episodio está titulado "Amerizaje forzoso" (Falling Fast).